# Salvatore Auteri-Manzocchi
Salvatore Auteri-Manzocchi (* 26. Dezember 1845 in Palermo; † 21. Februar 1924 in Parma) war ein italienischer Opernkomponist.

## Leben und Werk
Salvatore Auteri-Manzocchi gelangte erst mit 23 Jahren zum Studium der Musik bei Pietro Platania in Palermo und Teodulo Mabellini in Florenz.
Salvatore Auteri-Manzocchi wirkte von 1891 bis 1910 zunächst als Gesanglehrer in Parma. Zeitweilig war er dort auch stellvertretender Direktor des Konservatoriums.
Salvatore Auteri-Manzocchi schrieb folgende Opern: Marcellina (unaufgeführt), Dolores (Florenz 1875), Il negriero (Barcelona, 1878), Stella (Piacenza 1880). Mit letztgenannter Oper begann eine Reihe von Misserfolgen: Il Conte di Gleichen (Mailand 1887), Graziella (Mailand 1894), Severo Torelli (Bologna 1903). Viele der Romanzen Salvatore Auteri-Manzocchis wurden volkstümlich.